# Kunststiftung NRW
Die Kunststiftung NRW wurde 1989 von der Landesregierung Nordrhein-Westfalens als „Stiftung für Kunst und Kultur des Landes Nordrhein-Westfalen“ gegründet. Ihr Ziel ist die Förderung von Kunst und Kultur, die sich durch programmatische Besonderheiten und Impuls gebende Konzepte auszeichnen und einen engen Bezug zu Nordrhein-Westfalen aufweisen. Darüber hinaus gehört die Förderung besonders begabter junger  Künstler sowie des internationalen Kulturaustausches zu den zentralen Aufgaben. Die Stiftung hat ihren Sitz im Haus der Stiftungen, das 1895/1896 als Offizierskasino einer wilhelminischen Kasernenanlage in Düsseldorf-Derendorf errichtet wurde.

## Preise
Die Stiftung vergibt mehrere Preise, darunter den mit 25.000 Euro dotierten Straelener Übersetzerpreis der Kunststiftung NRW und den Nam June Paik Award.
Seit 2011 verleiht die Stiftung außerdem alle zwei Jahre den Mauricio Kagel-Musikpreis der Kunststiftung NRW. Mit ihm sollen Musiker geehrt werden, „die im Sinne des großen deutsch-argentinischen Komponisten Mauricio Kagel (1931–2008) interdisziplinär arbeiten, nach neuen künstlerischen Ausdrucksformen suchen und neue Aspekte der Rezeption von Musik ausloten.“ Die Dotierung beträgt 50.000 Euro, wovon 20.000 Euro für ein künstlerisches Projekt in NRW verwendet werden sollen. Erster Preisträger war Georges Aperghis; weitere Preisträger waren Michel van der Aa, Rebecca Saunders und Simon Steen-Andersen.

## Initiativen
Außerdem finanziert die Stiftung verschiedene Initiativen, insbesondere das Programm Artist-in-Residence, durch das Künstlern aus Nordrhein-Westfalen mehrmonatige Aufenthalte an einem Ort der Kunstszene im Ausland und ausländischen Künstlern Gegenbesuche in Nordrhein-Westfalen ermöglicht werden.
2011 richtete die Stiftung die Thomas-Kling-Poetikdozentur an der Friedrich-Wilhelms-Universität in Bonn ein. Autoren und Übersetzer aus Nordrhein-Westfalen erhalten für jeweils zwei Semester einen Lehrauftrag am Institut für Germanistik, Vergleichende Literatur- und Kulturwissenschaft. Durch diese Form der Autorenförderung beabsichtigt die Kunststiftung, eine Brücke zwischen Wissenschaft und Literatur zu schlagen.

## Publikationen
- Bettina Fischer, Dagmar Fretter (Hrsg.): Eigentlich Heimat (= Schriftenreihe Literatur der Kunststiftung NRW. Band 3). Lilienfeld, Düsseldorf 2014, ISBN 978-3-940357-45-8.
- alles ist! alles ist! alles ist nur was es ist (= Schriftenreihe Literatur der Kunststiftung NRW. Band 1). Lilienfeld, Düsseldorf 2014, ISBN 978-3-940357-37-3.